# 和美街
和美街為台灣日治時期1943年至1945年間存在之行政區，轄屬臺中州彰化郡，其原為1920年10月成立的和美庄，自1943年10月升格為和美街。現今為彰化縣和美鎮。

## 介紹
和美街的農業發達，其米產量為彰化郡第一，亦是台中州第一。在日治後期預計隨著新高港完工後，帶動和美的交通、輕工業和手工業發展。和美庄曾在街庄升格中落選，後來才在1943年升格。

## 行政區劃
和美街在十二廳時期隸屬臺中廳彰化支廳，範圍為當時的線東堡嘉犂庄、新庄仔庄、中藔庄、柑仔井庄，線西堡和美線庄、大霞佃庄、蕃雅溝庄、七張犂庄、頭前藔庄、月眉庄、塗厝厝庄。1920年10月，上述11街庄合併為「和美庄」，原街庄改為大字，而和美線庄改稱和美。1943年10月，升格為和美街。
和美街轄域內分為和美、大霞田、番雅溝、七張犁、頭前寮、月眉、塗厝厝、嘉犁、新子、中寮、柑子井等11個大字。
- 中寮大字下有「中寮」、「竹圍子」小字名
- 塗厝厝大字下有「塗厝厝」、「嘉寶澤」小字名
- 柑子井大字下有「柑子井」、「竹子腳」小字名
- 嘉犁大字下有「嘉犁」、「詔安厝」小字名

## 交通
臺灣糖業鐵路：大日本製糖線西線（彰化─和美─線西）

## 教育
- 和美公學校（今和美國小）
- 大嘉公學校（今大嘉國小）
- 新子公學校（今新國小）
- 塗厝厝公學校（今培英國小）

## 設施
- 和美街役場
- 和美郵便局
- 中寮郵便局
- 和美消費市場
- 和美街家畜市場
- 大日本製糖彰化製糖所（彰化糖廠）
- 金刀比羅社（新高製糖會社內）
- 和美長老教會
- 和美座